# Tuberodesmus quadricarinatus
Tuberodesmus quadricarinatus är en mångfotingart som beskrevs av Shelley 1981. Tuberodesmus quadricarinatus ingår i släktet Tuberodesmus och familjen Chelodesmidae. Inga underarter finns listade i Catalogue of Life.